# Cordes-Tolosannes

Cordes-Tolosannes este o comună în departamentul Tarn-et-Garonne din sudul Franței. În 2009 avea o populație de 267 de locuitori.

## Evoluția populației
| An        | 1975 | 1982 | 1990 | 1999 | 2006 | 2009 |
| --------- | ---- | ---- | ---- | ---- | ---- | ---- |
| Populație | 316  | 292  | 249  | 256  | 257  | 267  |